# Équipe de Maurice de beach soccer
L'Équipe de Maurice de beach soccer est une sélection mauricienne qui réunit les meilleurs joueurs mauriciens de beach soccer sous l'égide de la Fédération de Maurice de football.

## Palmarès
- Championnat d'Afrique
  - 1er tour en 2009